# Wallace Beery
Wallace Beery (Clay megye, 1885. április 1. – Beverly Hills, 1949. április 15.) Oscar-díjas amerikai színész.
36 éves pályafutása alatt közel 250 filmben szerepelt. A filmiparban betöltött helyének köszönhetően csillagja megtalálható a Hollywood Walk of Fame-en.

## Fiatalkora
1885. április 1-jén született Clay megyében, Missouri államban, Noah W. Beery rendőrtiszt és Marguarite Beery gyermekeként. Három fivér közül Wallace volt a legfiatalabb, egyik bátyja Noah Beery (1982-1946), későbbi színész és producer. A népszámlálási nyilvántartások szerint a Beery fivérek szülei azonosak voltak, így teljes vér szerinti testvérek voltak, nem pedig féltestvérek, ahogy egyes életrajzok állítják róluk. Wallace unokaöccse Noah Berry Jr. (1913-1994) szintén színész lett.
Beery 16 éves korában megszökött otthonról és a Ringling testvérek Cirkuszához szegődött el, ahol egy elefántidomár segédjeként dolgozott. Két évvel később hagyta ott a társulatot, amikor megkarmolta egy leopárd. New Yorkban talált magának munkát, ahol bariton hangjának köszönhetően a Broadwayen kezdett el fellépni vígoperákban. 1913-ban Chicagóba költözött, hogy az Essanay Stúdiónak dolgozzon.

## Pályafutása
Az Essanaynél rá osztották Sweedie, egy nehézfiú szerepét, akit 1914. és 1916. között több rövidfilmben is életre keltett. Ekkor ismerkedett Gloria Swansonnal is, akit feleségül vett, de házasságuk Beery gyakori italozásai és erőszakos viselkedése miatt 1919-ben véget ért.
A '20-as években több sikeres némafilmben is lehetőséget kapott, köztük Douglas Fairbanks oldalán a Robin Hoodban vagy a Sir Arthur Conan Doyle fantasztikus művéből adaptált Az elveszett világban.
Erőteljes mély, nyers hangjának köszönhetően a hangosfilmek hajnalán Irving Thalberg producer leszerződtette a Metro-Goldwyn-Mayerhez, mint karakterszínészt. 1930-ban főszerepet kapott az egy börtönben játszódó, rendkívül sikeres produkcióban a The Big Houseban, melyért Oscar-díjra is jelölték "legjobb férfi főszereplő" kategóriában. Még ugyanabban az évben a kasszasikernek számító Min és Billben is játszott Marie Dressler partnereként. Egy évvel később az Oscart is elnyerte az A bajnokkal, melyben egy alkoholproblémákkal küszködő, veterán bokszolót formált meg rendkívül hitelesen. 1932-ben a Grand Hotelben volt látható olyan filmcsillagok mellett, mint Greta Garbo, Joan Crawford, Lionel Barrymore és John Barrymore. Az 1934-ben bemutatott Viva Villában a legendás mexikói tábornokot Pancho Villát keltette életre. Alakításának köszönhetően a Velencei Nemzetközi Filmfesztiválon Beery kapta a legjobb színésznek járó arany medált. A szerepre egyébként eredetileg Lee Tracyt szemelte ki az MGM, de a színész eljátszotta a stúdió bizalmát, amikor egy erkélyről részegen a mexikói tömeg közé vizelt.
Beery a '30-as évek során Hollywood tíz legjobban fizetett színészei közé vált. A csúcson kétségtelenül akkor volt, amikor az MGM-mel kötött szerződésébe bekerült egy olyan záradék, hogy a fizetésének egy dollárral többnek kellett lennie, mint bármely más kollégájának a stúdiónál, ennek köszönhetően Beery a világ legjobban kereső színésze lett.
A '40-es években karrierje hanyatlásnak indult. Korábbi nagy sikereit nem tudta megismételni, de a Beeryvel készített filmek mégis nyereségesek voltak, annak ellenére, hogy a színész magas honoráriuma megmaradt.

## Magánélete
Beery első felesége a Gloria Swanson volt, akivel a filmvásznon ismerkedett össze. Annak ellenére, hogy Beery hírneve a Sweedie sorozattal növekedni kezdett, kettőjük közül kétségtelenül Swanson volt a népszerűbb, amit a férfi nehezen viselt. Swanson önéletrajza szerint Beery abortuszt okozó tabletták lenyelésére kényszerítette rá amikor áldott állapotba került, és ez a gyermekük elvesztését okozta. Beery második felesége Rita Gilman volt, akivel Carol Annt, Rita unokatestvérét örökbefogadták. Ahogy az első házassága, a következő és egyben utolsó is válással végződött.
E. J. Fleming a The Fixers című könyve szerint Beery, a gengszter Pat DiCicco és Albert R. Broccoli (aki DiCicco unokatestvére és későbbiekben a James Bond filmek producere volt) állítólag agyonverték a komikus Ted Healyt 1937. éjszakáján a Trocadero nevű nightclub parkolójában. A könyv szerint az MGM néhány hónapra Európába küldte Beeryt, amíg azt a történetet agyalták ki, hogy Healy haláláért három főiskolás felelős. A Bevándorlási Hivatal nyilvántartásai szerint is fellelhető egy négy hónapos európai kitérő Beery életében közvetlenül Healy halála után.
Beery sok kollégájában azt a benyomást keltette, hogy embergyűlölő és nehéz volt vele dolgozni. Jackie Cooper, aki gyerekként több filmet is készített vele "egy nagy csalódásnak" nevezte. Továbbá azzal vádolta, hogy kicsinyes féltékenységből megpróbálta aláásni karrierjét. A gyerekszínésznő Margaret O'Brien is forgatott Beeryvel, őt többször is a stáb tagjainak kellett a védelmébe venni Beery inzultálásai miatt. Kivételt Mickey Rooney képez a gyerekszínészek közül, aki többször is kijelentette, hogy élvezett együtt dolgozni Beeryvel.

## Halála
1949. április 15-én hunyt el szívinfarktusban 64 éves korában Beverly Hills-i otthonában. A glendale-i Forest Lawn Memorial Park Cemeteryben helyezték végső nyugalomra.

## Fontosabb filmjei

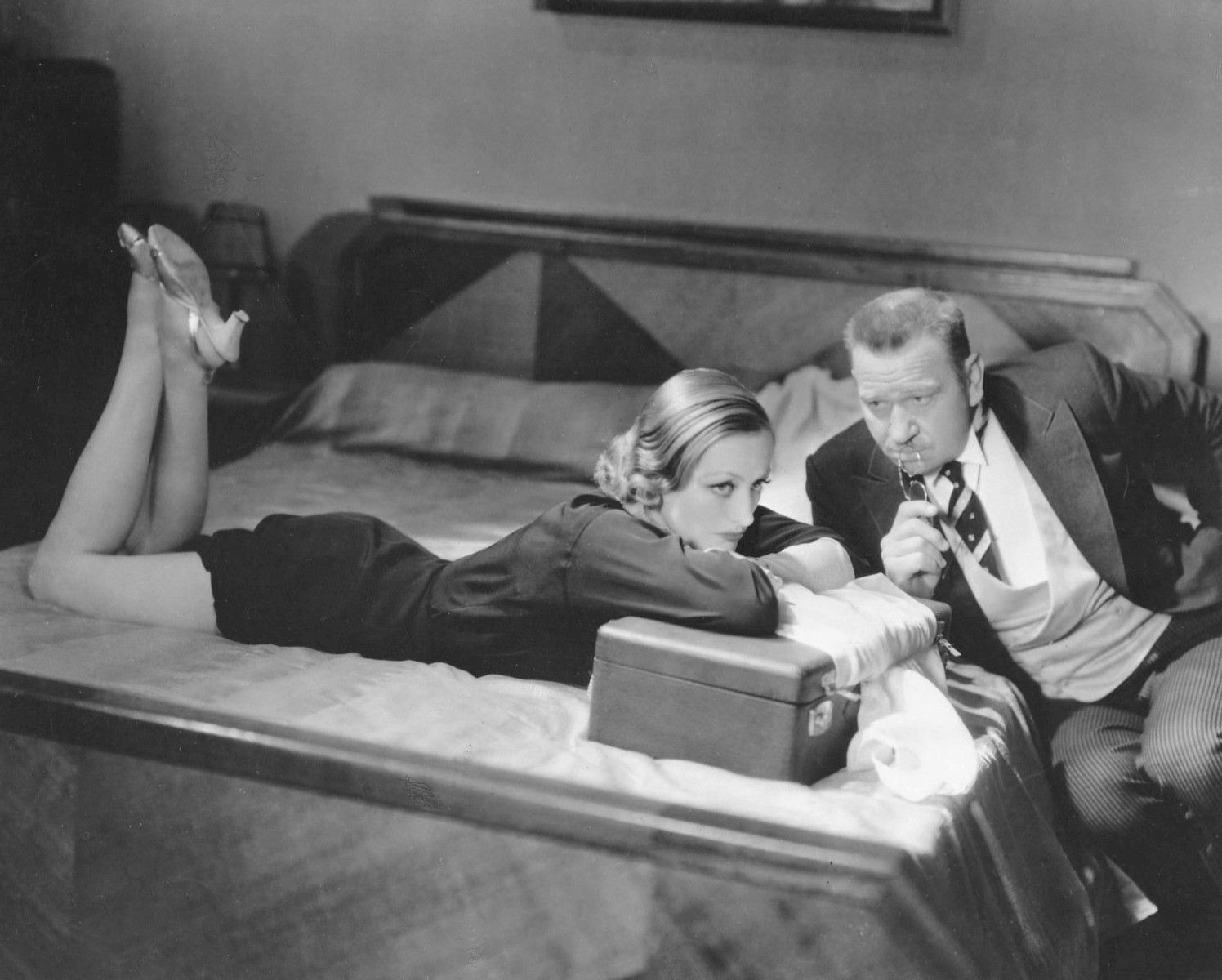
Joan Crawford és Beery a Grand Hotelben

- 1948 - Egy randevú Judyval (A Date with Judy) - Melvin R. Foster
- 1939 - Állj fel és harcolj (Stand Up and Fight) - Starkey százados
- 1939 - Viharos vizeken (Thunder Afloat) - John Thorson
- 1938 - Hét tenger kikötője (Port of Seven Seas)
- 1934 - Kincses sziget (Treasure Island) - Long John Silver
- 1934 - Viva Villa! - Pancho Villa
- 1933 - Vacsora nyolckor (Dinner at Eight) - Dan Packard
- 1932 - Grand Hotel - Preysing
- 1931 - Zuhanórepülés a pokolba (Hell Driver) - H. W. Riker
- 1931 - A bajnok (The Champ) - Bajnok
- 1930 - Min és Bill (Min and Bill) - Bill
- 1930 - Billy, a kölyök (Billy the Kid) - Pat Garrett
- 1930 - The Big House - Butch
- 1925 - Az elveszett világ (The Lost World) - Challenger professzor
- 1923 - Három korszak (Three Ages) - a gazember
- 1923 - Oroszlánszívű Richárd (Richard the Lion-Hearted) - Richárd király
- 1922 - Robin Hood - Richárd király
- 1921 - Az apokalipszis négy lovasa (The Four Horsemen of the Apocalypse) - Richthosen alezredes
- 1920 - Az utolsó mohikán (The Last of the Mohicans) - Magua

## Díjai és jelölései
- Oscar-díj
  - díj: legjobb férfi főszereplő - A bajnok (1932)
  - jelölés: legjobb férfi főszereplő - The Big House (1930)
- Velencei Nemzetközi Filmfesztivál
  - díj: legjobb színész - Viva Villa! (1934)

## Fordítás
- Ez a szócikk részben vagy egészben  a   Wallace_Beery című angol Wikipédia-szócikk fordításán alapul.  Az eredeti cikk szerkesztőit annak laptörténete sorolja fel. Ez a jelzés csupán a megfogalmazás eredetét és a szerzői jogokat jelzi, nem szolgál a cikkben szereplő információk forrásmegjelöléseként.